# Барабаниада (короткометражный фильм)
«Барабаниа́да» — советский короткометражный телефильм 1980 года, сюрреалистическая комедия без слов, снятая режиссёром Сергем Овчаровым по собственному сценарию. Он же исполнил единственную главную роль — смешного человека, к которому приклеивается большой барабан и который не может избавиться от него.
В 1993 году Овчаров снял полнометражный фильм с тем же названием, который, однако, существенно отличается по сюжету и действующим лицам.

## История
По воспоминаниям самого Овчарова, ещё во время учёбы в институте он «болел Чаплином и Китоном, искал свою какую-то мелодию, своего героя», причём ему «мерещился персонаж, чудак, нелепый, неуместный, что-то вроде Человека Рассеянного». Постепенно этот образ совместился с образом «барабанного человека»:

Вдруг стал замечать, что в кино очень часто на несколько секунд появляется некий комический человечек с барабаном, и потом исчезает... В одном фильме, в другом, в третьем... Я заболел просто этим человечком, перестал спать, само собой про него все придумывалось, гэги косяком пошли. Ночью вставал, записывал. Всё думал: а что такое этот барабан? <...> Это живое существо, часть самого героя. А потом подумал, что этот человек-барабан как единое существо и есть мой собственный нелепый мир... Героя нет вне его инструмента, из которого он может извлечь только глухие удары. Но он приговорен к барабану: не может ни сбежать от него, ни продать по дешёвке или задорого, ни променять на что-нибудь более звучное.

По словам киноведа И. Васильевой, «дипломная “Барабаниада”, таинственно разлетевшаяся в клочки прямо во время защиты, словно в отместку за неурочную гибель, двадцать лет не давала покоя своему создателю» и «только в 1993 году из странного барабанного помешательства вырос смешной и лирический фильм-притча о человеке и его призвании — кресте, благословении, средстве к существованию и помехе для него».

## Сюжет
Провинциальный советский городок. Летним днём из грузовика, который перевозит музыкальные инструменты, выпадает большой барабан. Его находит на дороге молодой человек в чёрном костюме и в очках. Внезапно барабан начинает катиться за человеком, преследуя его. Загнав человека в угол у забора, барабан прыгает и приклеивается ребром к его животу. Человек не знает, что делать, и пытается всеми способами избавиться от барабана, однако тот прилип намертво. Закрыв барабан свитером, человек идёт на приём в поликлинику, однако сначала ему дают направление в кабинет женской консультации, а затем санитары выводят его оттуда под руки. Убегая от них и походя порвав костюм, человек падает с обрыва в реку, которая выносит его на островок. Там барабан неожиданно отваливается. Человек бьёт по нему корягой, а затем, заинтересовавшись звуком, начинает ударять ещё и ещё сначала одной, а затем двумя палочками. На звук барабана из города выбегают музыканты со своими инструментами. Они присоединяются к человеку и образуют оркестр, который с музыкой идёт по городу во главе с барабанщиком.

## В ролях
- Сергей Овчаров — Человек с барабаном
- Кира Крейлис-Петрова — доктор в поликлинике
- В. Антонов
- Т. Бучнева
- А. Григорьев
- М. Иванов
- П. Усенко